# 페니구

방글라데시 페니구

페니구(벵골어: ফেনী জেলা)는 방글라데시 남동부에 위치한 지역이다. 2011년 기준으로 이 지역의 인구는 1,437,371명으로 치타공주에서 9번째로 인구가 많은 지역이다.

## 역사
대부분의 역사학자들은 이 지역이 노아칼리구의 다른 지역보다 더 오래되었다고 생각한다. 이 지역에서 많은 고고학적 유물들이 발견되어 그 주장을 입증하고 있다. 고대에 노카칼리구의 최대 면적은 이 지역을 제외하고는 물에 잠겨 있었다.

## 지리학
페니구의 총 면적은 928.34km2이다. 북쪽으로는 코밀라구와 인도의 트리푸라주, 남쪽으로는 치타공구와 벵골만, 동쪽으로는 치타공구와 트리푸라주, 서쪽으로는 노아칼리구와 접한다. 페니구에는 6개의 우파질라와 43개의 조합이 있다. 페니강, 마후리강, 쿠후리강, 실로니아강, 칼리다스 파할리아강이 이 지역의 주요 강 중 일부이다. 전체 면적은 2179.22 헥타르이다.

## 인구
2011년 방글라데시 인구 조사에 따르면 페니구의 인구는 1,437,371명이며, 이 중 694,128명이 남성이고 743,243명이 여성이다. 농촌 인구는 114만 3,629명(79.56%)인 반면 도시 인구는 29만 3,742명(20.44%)이었다. 페니구는 7세 이상 인구의 문맹률이 59.63%로 남성 61.11%, 여성 58.28%였다.

## 경제
주민들의 주요 직업은 농업과 외국인 송금이다. 주요 수입원은 농업 21%, 비농업 노동자 2.57%, 산업 35%, 상업 15.98%, 교통 통신 4.66%, 건설 1.86%, 종교 서비스 0.43%, 임대 및 송금 11.53%, 기타 12.19%이다. 이 지역에는 두 개의 공업 지역이 있다. 중공업은 4개, 중공업은 17개, 소공업은 826개, 가내공업은 3419개이다. 페니 사다르 지역의 달리아 유니온에 가스전이 있다. 전체 농경지 면적은 75,922 헥타르, 경작지 면적은 74,720 헥타르이다.